# Wąsosz (Bassa Slesia)
Wąsosz (in tedesco Herrnstadt) è un comune urbano-rurale polacco del distretto di Góra, nel voivodato della Bassa Slesia.
Ricopre una superficie di 193,59 km² e nel 2004 contava 7 433 abitanti.